# Battle Harbour
Battle Harbour (Inuktitut: Putlavak) is een voormalig permanent vissersdorp op een klein eiland voor de oostkust van de Canadese regio Labrador. Het wordt in de zomermaanden nog tijdelijk bewoond door seizoensvissers uit nabijgelegen gemeenten. Het goed bewaarde historische karakter van het ooit belangrijke plaatsje maakt dat het tevens een van Labradors' toeristische trekpleisters is.

## Geografie
Battle Harbour is de oostelijkste nederzetting van de regio Labrador. Het ligt op Battle Island, een klein eiland in de Atlantische Oceaan op 8 km ten zuidoosten van het Labradorse vasteland. Aan de westzijde van Battle Island, waar de dorpskern ligt, wordt het eilandje door slechts 100 meter aan water gescheiden van Great Caribou Island (11,5 km²). De vaarafstand tot de meest nabijgelegen plaats, Mary's Harbour, bedraagt ongeveer 20 km.

## Geschiedenis
De nederzetting werd in de jaren 1770 gesticht door John Slade uit de Engelse havenstad Poole. Battle Harbour groeide uit tot de belangrijkste handels- en visserijnederzetting van Labrador. Veel houten gebouwen, waaronder de zout-, bloem- en zalmopslagplaats, stammen nog uit 18e en 19e eeuw. Tijdens die bloeiperiode strekte het dorp zich ook uit over de oostkust van Great Caribou Island en het kleine, aan Battle Island grenzende Gunning Island.
Het dorp had permanente bewoners tot begin jaren 1960, toen deze zich in het kader van de provinciale politiek hervestigden. Het dorp blijft tot heden in de zomermaanden echter in gebruik door vissers uit nabijgelegen plaatsen als St. Lewis en Mary's Harbour die er eigendom hebben.
In 1996 werd het volledige dorp erkend als National Historic Site of Canada. Het dorp staat onder toezicht van de non-profit Battle Harbour Historic Trust, die onder meer via rondleidingen en horecavoorzieningen in een historisch kader geld inzamelt om het plaatsje te beschermen en bewaren.

## Galerij

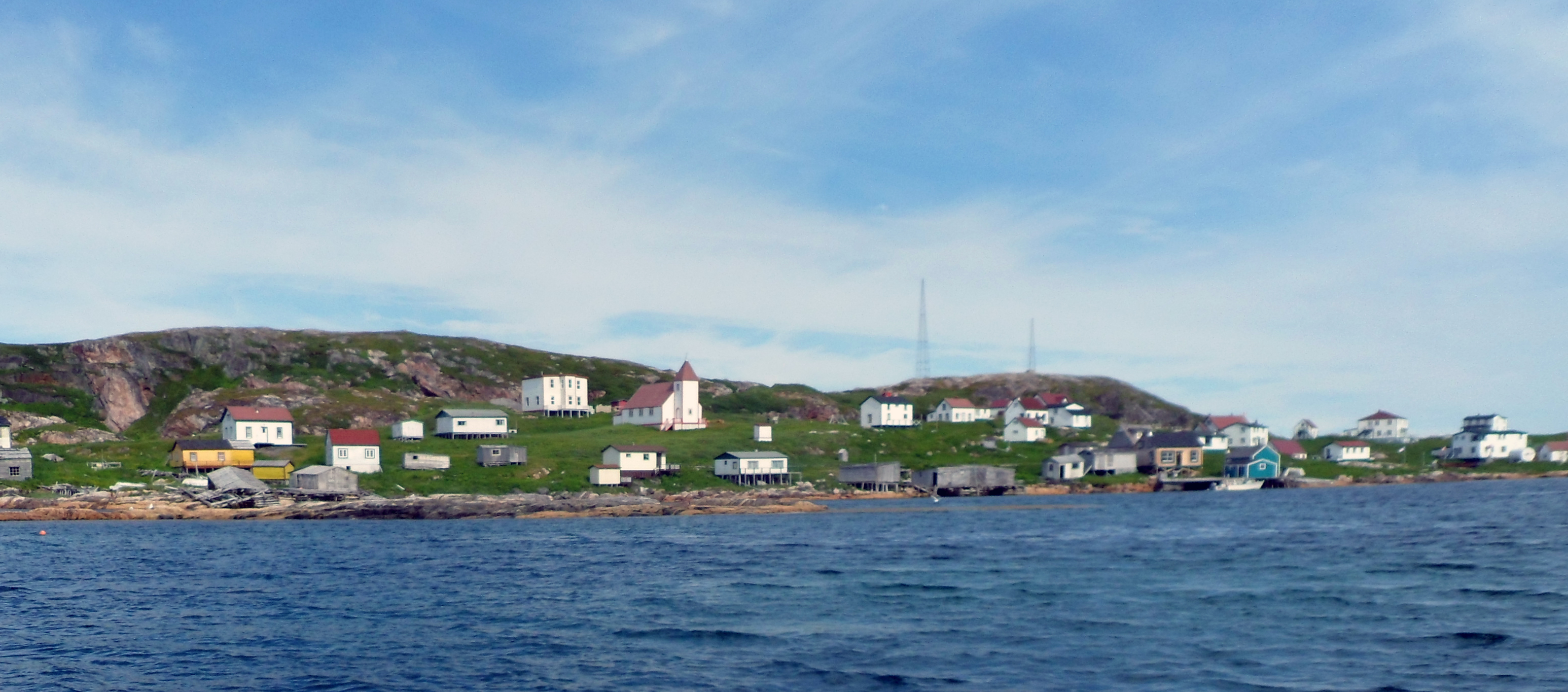
Zicht op Battle Harbour vanop een schip
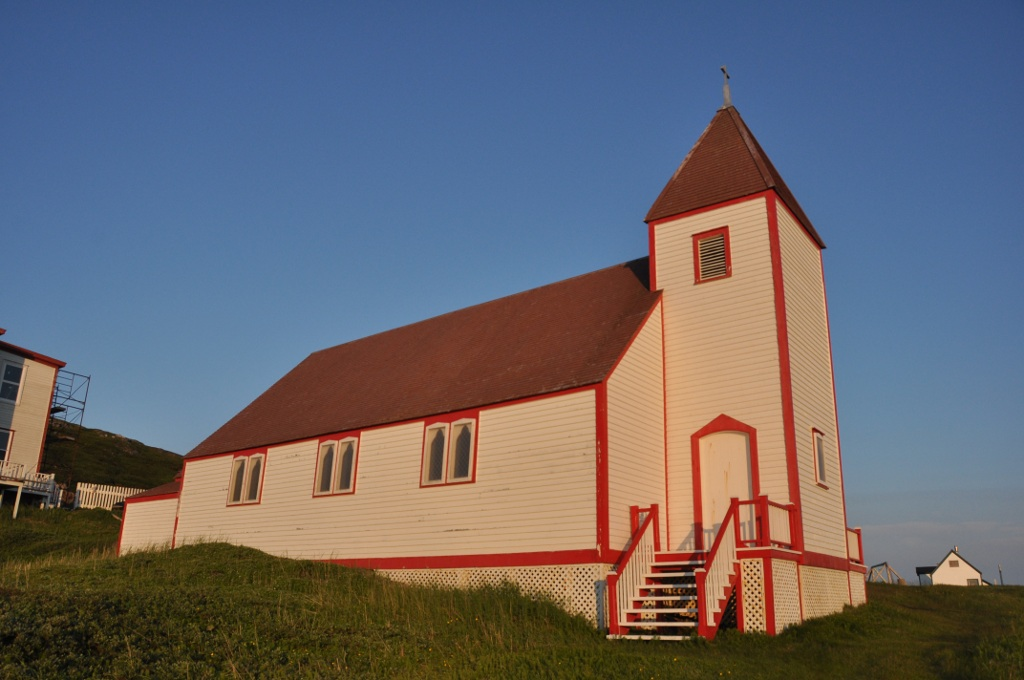
De anglicaanse St. James Church uit 1857
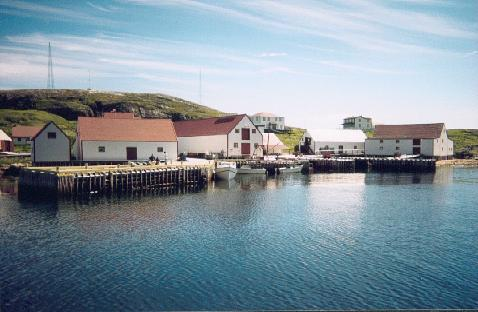
18e- en 19e-eeuwse opslaggebouwen
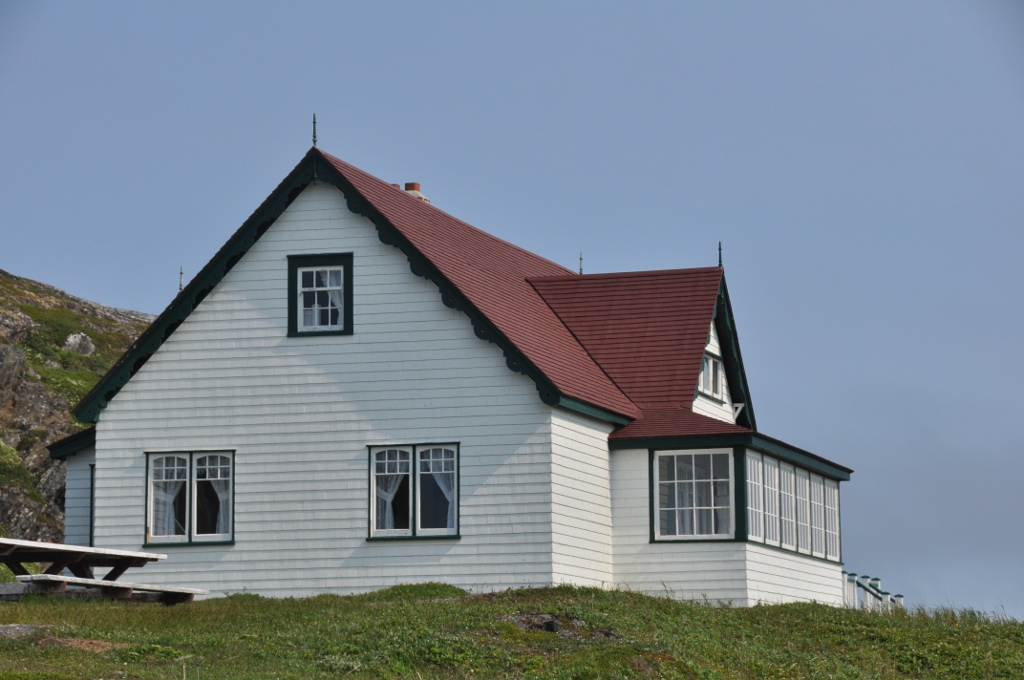
De vroeg-20e-eeuwse Grenfell Cottage
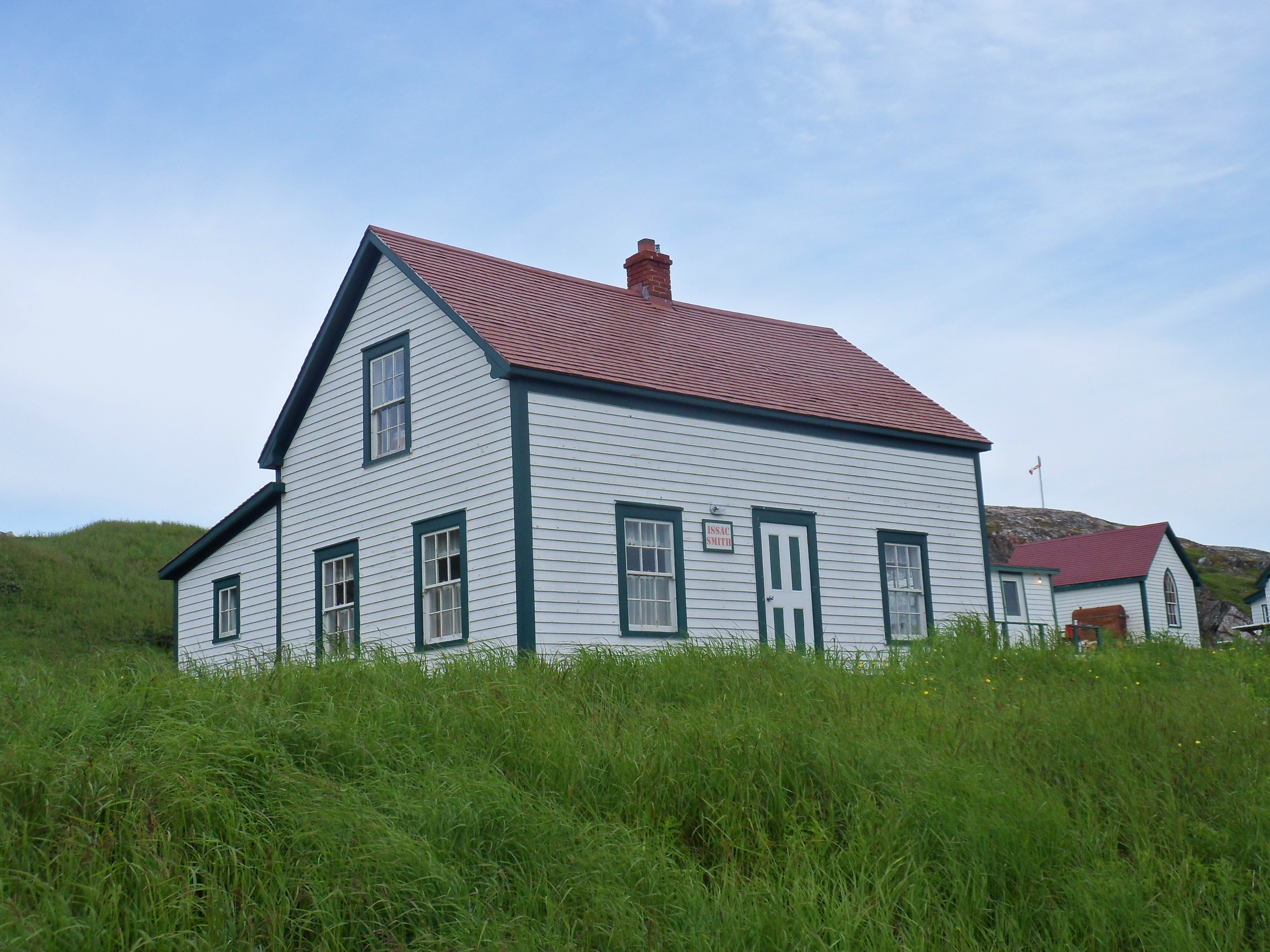
Het vroege-19e-eeuwse Isaac Smith House